# Амаечи, Джон
Джон Узома Эквуга Амаечи (англ. John Uzoma Ekwugha Amaechi, род. 26 ноября 1970 года в Бостоне, штат Массачусетс) — британский бывший профессиональный баскетболист НБА, журналист, продюсер, психолог. Он играл в баскетбол в Университете Вандербильта в баскетбольной команде «Вандербильт Комодорс», а так же в Университете штата Пенсильвания. Амаечи также играл во Франции, Греции, Италии и Великобритании. После ухода из баскетбола Амаечи работал психологом и консультантом, создав свою компанию Amaechi Performance Systems.
В феврале 2007 года Амаечи стал первым бывшим игроком НБА, который совершил каминг-аут, публично признав себя геем, сделав это в своих мемуарах «Man in the Middle». С тех пор он считается «одним из самых известных спортсменов-геев в мире».

## Биография
Амаечи родился в Бостоне, США, в семье англичанки и нигерийца-игбо. Джон провел своё детство в Стокпорте (Англия) у своей матери. Впервые он начал играть в баскетбол в возрасте 17 лет, его тренировал Джо Форбер, которого он называл отцом.
Позднее он переселился в США, где играл в баскетбол для колледжа Святого Джона в Толидо, штат Огайо. Позднее он играл один сезон за команду Вандербильтского университета. С 1992 по 1995 года в команде Университета штата Пенсильвании.

## Баскетбольная карьера
За время игры в НБА он получал в среднем 6,2 очков и 2,6 подборов.
- 1995—1996: 28 игр «Кливленд Кавальерс»
- 1999—2000: 80 игр «Орландо Мэджик»
- 2000—2001: 82 игры «Орландо Мэджик»
- 2001—2002: 54 игры «Орландо Мэджик»
- 2002—2003: 50 игр «Юта Джаз»

30 сентября 2003 года «Юта Джаз» обменяли Амаечи и право выбора во втором раунде драфта 2004 года на Глена Райса и право выбора во втором раунде драфтов 2004, 2005 и 2006. 30 декабря 2003 года «Хьюстон Рокетс» обменяли Амаечи и Мучи Норриса в «Нью-Йорк Никс» на Кларенса Уизерспуна. В НБА Джон больше не выступал.
Активно играл в Европе за клубы «Виртус Болонья» (Италия), «Панатинаикос» (Греция), «Манчестер Джайентс», «Манчестер Мэджик» и «Шеффилд Шаркс» (Великобритания), «ТАУ Керамика» (Испания), «Шоле» и «Лимож» (Франция). В сезоне 1997—1998 стал победителем Евролиги, покинув команду ещё в ноябре.
В 2006 году играл за сборную Англии на Играх Содружества в Мельбурне, помог завоевать бронзовые медали. Всего сыграл 18 матчей за сборную.

## После баскетбольной карьеры
Амаечи изучал психологию и на настоящий момент (2007) пишет докторскую диссертацию о психологии детей. Также он работает журналистом ряда ведущих английских каналов: BBC, ITV, Sky News и Channel 5. На он участвует в работе благотворительной организации «ABC Foundation», которая занимается строительством спортивных центров для детей и предоставляет лучших тренеров и учителей. Амаечи также удостоен звания посланника Великобритании на летних Олимпийских Игр 2012.
Амаечи является членом Американской психологической ассоциации, Британского психологического общества (BPS), Отдела организационной психологии BPS и Центра психологического тестирования BPS.

## Личная жизнь
Первые догадки о его гомосексуальности были в обороте ещё до каминг-аута. Так, например, он рассказывал о том, что слушает перед игрой оперную музыку, пишет стихи, любит работать в саду и готовить. Такие необычные для спортсмена привычки нередко списывались на его английское происхождение. 7 февраля 2007 года стало известно, что он собирается опубликовать автобиографию Man in the Middle , после того как публицист Ховард Брэгман (Howard Bragman) намекнул на то, что Амечи собирается совершить каминг-аут . Книга описывает его жизнь с раннего детства по 2004 год и повествует о жизни относительно одинокого мужчины, который ещё в детстве из-за цвета кожи и высокого роста подвергался дискриминации и долгое время скрывал свою гомосексуальность от родных и друзей. Презентация его книги состоялась 11 февраля 2007 года на передаче Outside the Lines канала ESPN. Он стал первым игроком НБА, открыто заявившим о своей гомосексуальности.

## Автобиография
- Джон Амечи и Крис Бул: Man in the Middle, ESPN Books, 2007, ISBN 978-1-933060-19-4

## Статистика

### Статистика в НБА
| Сезон                                                                                    | Команда  | Регулярный сезон | Регулярный сезон | Регулярный сезон | Регулярный сезон | Регулярный сезон | Регулярный сезон | Регулярный сезон | Регулярный сезон | Регулярный сезон | Регулярный сезон | Регулярный сезон | Серия плей-офф | Серия плей-офф | Серия плей-офф | Серия плей-офф | Серия плей-офф | Серия плей-офф | Серия плей-офф | Серия плей-офф | Серия плей-офф | Серия плей-офф | Серия плей-офф |
| Сезон                                                                                    | Команда  | GP               | GS               | MPG              | FG%              | 3P%              | FT%              | RPG              | APG              | SPG              | BPG              | PPG              | GP             | GS             | MPG            | FG%            | 3P%            | FT%            | RPG            | APG            | SPG            | BPG            | PPG            |
| ---------------------------------------------------------------------------------------- | -------- | ---------------- | ---------------- | ---------------- | ---------------- | ---------------- | ---------------- | ---------------- | ---------------- | ---------------- | ---------------- | ---------------- | -------------- | -------------- | -------------- | -------------- | -------------- | -------------- | -------------- | -------------- | -------------- | -------------- | -------------- |
| 1995/96                                                                                  | Кливленд | 28               | 3                | 12,8             | 41,4             | -                | 57,6             | 1,9              | 0,3              | 0,2              | 0,4              | 2,8              | 1              | 0              | 2,0            | 0,0            | -              | -              | 0,0            | 0,0            | 0,0            | 0,0            | 0,0            |
| 1999/00                                                                                  | Орландо  | 80               | 53               | 21,1             | 43,7             | 16,7             | 76,6             | 3,3              | 1,2              | 0,4              | 0,5              | 10,5             | Не участвовал  | Не участвовал  | Не участвовал  | Не участвовал  | Не участвовал  | Не участвовал  | Не участвовал  | Не участвовал  | Не участвовал  | Не участвовал  | Не участвовал  |
| 2000/01                                                                                  | Орландо  | 82               | 36               | 20,9             | 40,0             | 0,0              | 63,1             | 3,3              | 0,9              | 0,3              | 0,4              | 7,9              | 4              | 0              | 7,3            | 37,5           | -              | 75,0           | 0,8            | 0,8            | 0,8            | 0,5            | 2,3            |
| 2001/02                                                                                  | Юта      | 54               | 0                | 10,9             | 32,5             | -                | 63,8             | 2,0              | 0,5              | 0,1              | 0,2              | 3,2              | Не участвовал  | Не участвовал  | Не участвовал  | Не участвовал  | Не участвовал  | Не участвовал  | Не участвовал  | Не участвовал  | Не участвовал  | Не участвовал  | Не участвовал  |
| 2002/03                                                                                  | Юта      | 50               | 1                | 9,5              | 31,4             | -                | 48,1             | 1,5              | 0,4              | 0,3              | 0,1              | 2,0              | 2              | 0              | 8,0            | 25,0           | -              | 50,0           | 0,5            | 0,0            | 0,0            | 0,0            | 2,0            |
|                                                                                          | Всего    | 294              | 93               | 16,4             | 40,3             | 7,7              | 67,1             | 2,6              | 0,8              | 0,3              | 0,3              | 6,2              | 7              | 0              | 6,7            | 30,8           | -              | 62,5           | 0,6            | 0,4            | 0,4            | 0,3            | 1,9            |
| Наведите курсор мыши на аббревиатуры в заголовке таблицы, чтобы прочесть их расшифровку. |          |                  |                  |                  |                  |                  |                  |                  |                  |                  |                  |                  |                |                |                |                |                |                |                |                |                |                |                |